# Reinhard Gustav Paul Knuth
Reinhard Gustav Paul Knuth  ( 1874 - 1957 ) fue un pedagogo, botánico y pteridólogo alemán.

## Algunas publicaciones
- Knuth, R, A Engler, L Diels, H Stubbe, K Noack. 1956. Das Pflanzenreich. H. 105 = IV. 219. Barringtoniaceae. Ed. Engelmann
- Pax, FA; Knuth, RGP. 1905. Primulaceae. Mit 311 Einzelbildern in 75 Figuren und 2 Verbreitungskarten (Das Pflanzenreich. Hft. 22.)
- 1902. Ber die geographische Verbreitung und die Anpassungserscheinungin der Gattung eGeraniume im Verhältnis zu ihrer systematischen Gliederung, Inaugural-Dissertation... von Reinhard Knuth. Ed. W. Engelmann. 47 pp.

### Libros
- 1912. EGeraniaceaee... von R. Knuth. Ed. W. Engelmann. 640 pp.
- Pax, FA; RGP Knuth. 1905. EPrimulaceaee. Ed. W. Engelmann. 386 pp.

## Honores

### Eponimia
Especies
- Elaeocarpaceae Elaeocarpus knuthii Merr. 1951
- Euphorbiaceae Euphorbia knuthii Pax
- Lecythidaceae Eschweilera knuthii J.F.Macbr. 1940
- Oxalidaceae Oxalis knuthii Herter 1931
- Oxalidaceae Oxalis knuthii Pittier 1939

- La abreviatura «R.Knuth» se emplea para indicar a Reinhard Gustav Paul Knuth como autoridad en la descripción y clasificación científica de los vegetales.[2]